# Historija i povijest u praxis filozofiji
Termini historija i povijest koriste se u hrvatskom jeziku najčešće kao sinonimi, pri čemu je prvi danas posve potisnut. Postoji i razlikovanje, koje nije općeprihvaćeno, po kojem je historija znanost o povijesti (vidi o tome članak historija).
No, postoji i jedno spedifično razlikovanje koje se može naći u literaturi, osobito filozofskoj. Potječe iz tradicije praxis filozofije, koja je bila vrlo utjecajna u Hrvatskoj i Jugoslaviji, a uvažavana i u svijetu, 1960-ih i 1970-ih godina. Distinkciju je uveo Milan Kangrga. 

## Okrenutnost prošlosti i okrenutost budućnosti
Razlikovanje potječe iz praxis filozofije, a koristio ga je osobito Milan Kangrga. U toj se upotrebi pojam historija odnosi na puko "događanje", razne "zgode", ponavljanje onoga što se već i prije događalo, dok povijest označava napredovanje, stvaranje novog, progres. 
U toj koncepciji, smatra se da je bitna razlika između povijesti i historije u tome što povijest omogućuje historiju. Povijest je okrenuta u budućnost, a historija u prošlost i sadašnjost. Npr. postoje historijske i povijesne ličnosti (osobe); smatra se da su Adolf Hitler i Benito Mussolini historijske, a nikako nisu povijesne osobe. S druge strane, Goethe, Sokrat, Nikola Tesla, Mozart, Nikola Kopernik su povijesne ličnosti jer su njihova djela usmjerena u budućnost. 
Mnogi filozofi neće priznati takvu distinkciju, a pogotovo ne povjesničari. Osim toga, očito mogu postojati znatne razlike oko kriterija razlikovanja između "puko historijskog" i "istinski povijesnog".

## Kangrga prema Hegelu
Hegel je uveo razlikovanje Geschichte i Historie »kako bi njome iskazao realnu dvostrukost, ili, ako hoćemo, duboku unutrašnju proturječnost samoga povijesnoga zbivanja«. (Kangrga, str. 136)
Povijesna znanost proučava ono što pripada povijesti, ono što je prošlo. Kangrga se pak, sa stajališta praxis filozofije zanima za ono što je iz povijesti ne samo danas živo, nege i što je okrenuto budućnosti. Tu je ključan pojam revolucije, koji u praxis filozofiji ima osobiti značaj  (Gajo Petrović je uveo pojam mišljenje revolucije). Revolucija, za razliku od povijesne znanosti, koja proučava prošlost kao datu, tu prošlost negira i ukida; revolucija je na djelu budućnosti i ona stvara povijest; ona je »kao čin budućnosti kriterij te takozvane prošlosti, a to znači i mjera onoga što smo nazvali historijskom istinom«. (Kangrga, str. 137) Historija je "fakat" (ono faktično), povijest je ono, što je okrenuto ka budućnosti: »Ono historijsko pogađa i odnosi se na svakidašnji fakticitet i aktualitet zbivanja, a povijesno se odnosi na ono što u tom fakticitetu ukazuje i vuče bitno naprijed u jedan mogući bolji život za čovjeka i njegovo društvo. U tom smo smislu svi historijska, ali nismo svi i uvijek povijesna bića.« (iz Autobiografije Filozofskog fakulteta u Zagrebu.) Bez povijesnog, odnosno utopijskog, uopće nema ljudskog svijeta. »Povijesno, kao revolucionarno (reći ću još: kao ono utopijsko) zbiva se u "temelju" čovjekova svijeta, da bi taj svijet uopće bio moguć. Jer ga ono stvara i otvara. A historijsko se odvija u horizontu postalosti i gotovosti toga svijeta, koji živi od, ili na račun, izvršene revolucije kao svoje prošlosti.« (Kangrga, str. 138)

## Filozofsko podrijetlo ovog razlikovanja
Ovo pojmovno razlikovanje potječe iz jedne osobene filozofske tradicije (ponajviše Hegelove); Kangrga se ne trudi povezati je s aktualnim diskusijama o metodi i teoriji historijske znanosti.

## Korijeni kod Aurelija Augustina
Iako je distinkcija snažno vezana uz jednu posebnu i danas marginalnu filozofsku školu, ona nije nastala slučajno ni bez veze s poviješću filozofije. Nadovezuje se na hegelovsku tadiciju, a dalje u prošlost može se ići do Aurelija Augustina, koji razlikuje "dva grada", zemaljski i nebeski, dva načela koja se na ovom svijetu bore. 
Iako on tu razliku ne čini, može se zaključiti da je uobičajena "povijest" koja opisuje kraljeve, bitke itd. tek puka "historija", dok je ono bitno što se događa "povijest spasa". Taj eshatološki moment ponavlja se, preobražen, kod Hegela kao "povijeno kretanje duha", a kod Kangrge i u praxis filozofiji općenito kao "čovjekova stvaralačka i samostvaralačka djelatnost".

### Filozofija povijesti i historiografija
Tradicionalno, Filozofija povijesti ima malo ili nimalo veze s onim što u praksi rade povjesničari, tj. znanstvenici koji se bave historiografijom (pisanjem o povijesti). Oni, čak i danas, ponajviše bave pojedinim povijesnim događajima (po čemu je historiografija dobila i ime "događajnica"), nastojeći odgovoriti na pitanje "što se točno dogodilo". Obično ne nastoje pronaći opće "zakone razvoja", pogotovo ne "smisao povijesti", smatrajući to beznadežnim zadatkom. 
S druge strane, i sami su filozofi u razdoblju nakon Drugog svjetskog rata odustali od konstruiranja općih teorija povijesti. (Vidi članke Filozofija povijesti i Suvremena historiografija (Gross).)  Jedan od posljednjih "filozofa povijesti" je Benedetto Croce (1866. – 1952.), koji se poziva na Hegela i svoju filozofiju naziva apsolutni historizam. Za razliku od marksizma, smatra da se jedina značajnja ljudska praksa događa unutar njegove svijesti; ne pojedinačne, nego zajedničke, "apsolutnog duha" .Puki opis prošlih događaja je samo "lešina", dok je historija (razumijevanje povijest) djelo duha. (Gross, str. 224) Ova kritika "puke događajnice" podsjeća na Kangrginu, samo nasuprot "starohegelovcu" Croceu, Kangrga, kao "mladohegelovac" naglašava osobnu slobodu. 
Iako ta filozofska terminologija danas zvuči zastarjelo (nemoderno), riječ je o aktualnoj temi: ljudskom jedinkom sukobljenom s otuđenom moći apstraktnih kolektiviteta: država, nacija, tržište, kapital isl.

## Vanjske poveznice
- Milan Kangrga: Autobiografija